# 권선화
권선화(혹은 백선화, 權善華)는 미국의 드라마 로스트의 등장인물이다. 담당배우는 김윤진이다.